# 버드피딩

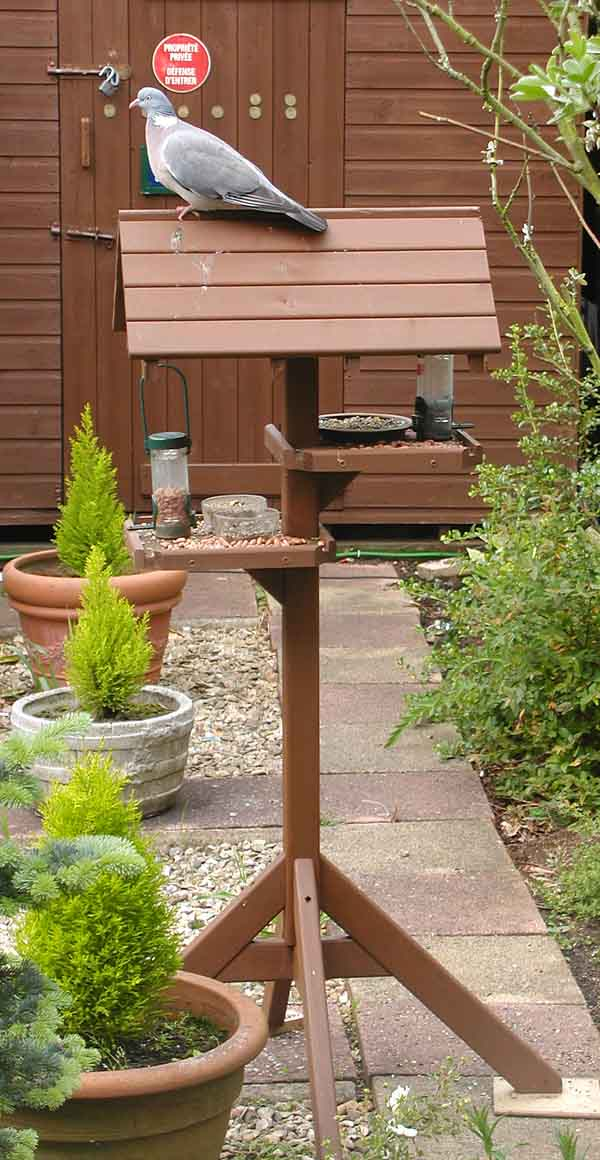
영국의 정원에 있는 테이블형 버드피더. 숲비둘기가 지붕 위에 앉아있다. 버드피더는 물, 땅콩, 해바라기 씨 및 씨 믹스를 제공한다.

버드피딩은 주로 버드피더를 통해 야생 조류에게 먹이를 주는 행위이다. 6세기까지 거슬러 올라가는 기록이 확인 가능한 버드피딩은 미국과 영국에서 장려되고 기념되었다. 특히 미국에서는 1994년 의회에서 버드피딩의 달을 제정했을 정도로, 두 번째로 인기 있는 취미이다. 다양한 종류의 먹이가 다양한 방법으로 제공되며, 일부 먹이와 피딩 방법의 조합은 특정 조류 종을 유인할 수 있는 것을 알려져 있다.
야생 조류에게 먹이를 주는 것은 긍정적인 영향과 함께 부정적인 영향도 미칠 수 있는 것으로 나타났다. 영국 셰필드에서 실시한 연구에 따르면, 정원에 사는 새의 수가 먹이 수준에 따라 증가한 것으로 나타났다. 한편으로는 여러 보고서에 따르면 새의 먹이는 포식자의 활동 위험 증가, 영양실조 등 다양한 생태학적 영향을 미칠 수 있다고 한다. 미국의 성인은 식품, 모이통 및 관련 물품에 연간 약 38억 달러를 지출하는 것으로 추정된다.

## 역사

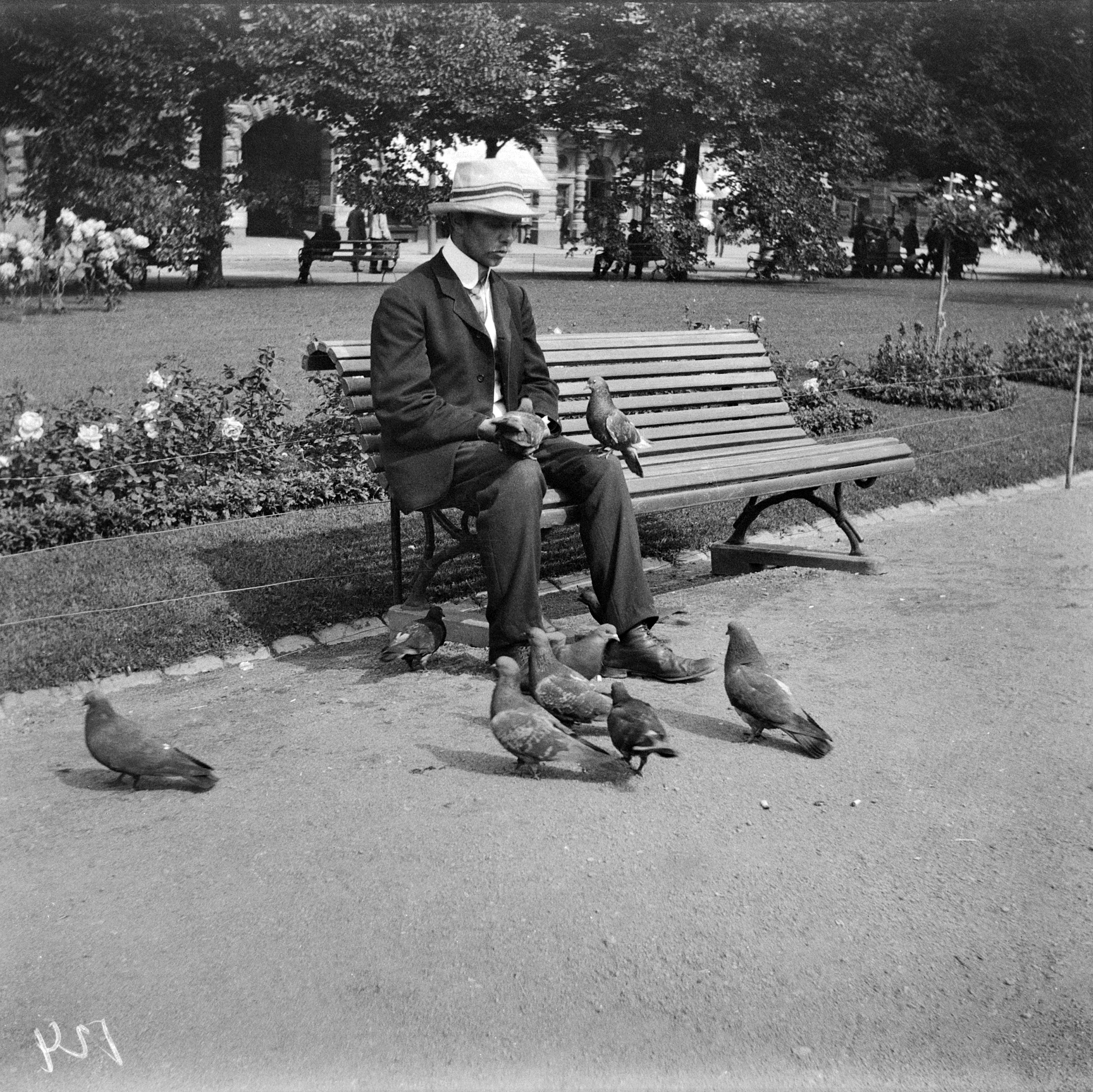
1921년 핀란드 헬싱키의 에스플라나디에서 비둘기에게 먹이를 주는 남자

영국의 동식물학자 제임스 피셔는 야생 조류에게 먹이를 준 것으로 기록된 최초의 사람은 6세기에 울새에게 먹이를 주어 길들인 수도사인 파이프의 성 서프라고 했다.
1890~1891년의 혹독한 겨울 동안 영국 국영 신문은 사람들에게 새를 위한 먹이를 내놓아 달라고 요청했고, 1910년 영국의 《펀치》지는 새에게 먹이를 주는 것이 국민적인 취미가 되었다고 선언했다.
오늘날 영국에서는 대부분의 사람들이 1년 내내 먹이를 주고, 가장 흔한 10종의 정원에 사는 새들의 필요 칼로리 양을 지원하기에 충분한 먹이가 제공된다. 버드피딩은 정원을 가꾸는 것 다음으로 미국에서 두 번째로 인기 있는 취미로 성장했다. 버드피딩이라는 취미를 기념하기 위해 1994년 의회 법령은  버드피딩의 달로 2월을 지정되었다.

## 같이 보기
- 동물에게 먹이를 주지 마시오

1. ↑  sagehouse (2018년 7월 19일). “A Tentative History of Wild Bird Feeding (part 1)”. 《Cornell University Press》 (미국 영어). 2022년 12월 21일에 확인함.
2. ↑  Moss, Stephen (2004). 《A Bird in the Bush: A Social History of Birdwatching》. Aurum. 102–103쪽. ISBN 9781781310090.
3. ↑  Orros, Melanie E.; Fellowes, Mark D. E. (2015년 6월 1일). “Wild Bird Feeding in an Urban Area: Intensity, Economics and Numbers of Individuals Supported”. 《Acta Ornithologica》 50 (1): 43–58. doi:10.3161/00016454AO2015.50.1.006. ISSN 0001-6454.
4. ↑  Richardson, Scott. "Feeding Time." Pantagraph [Bloomington, IL] 31 January 2010. Print.
5. ↑  U.S. House. Representative John Porter of Illinois speaking on National Wild Bird Feeding Month. 103rd Cong. Congressional Record (23 February 1994). Volume 140.